# Малиновский, Василий Фёдорович
Василий Фёдорович Малиновский (1765—1814) — русский дипломат, публицист, просветитель. Первый директор Императорского Царскосельского Лицея. Отец Ивана Васильевича Малиновского, лицейского товарища Пушкина. Брат Алексея Фёдоровича и Павла Фёдоровича Малиновских.

## Биография
Василий Фёдорович Малиновский происходил из семьи духовного звания. Отец его, протоиерей, Фёдор Авксентьевич (1738—1811), служил при Московском университете. Семья Малиновских имела старинные связи с семьей Пушкиных; Павел Фёдорович Малиновский, был свидетелем на свадьбе родителей А. С. Пушкина. В 1781 году В. Ф. Малиновский после 6 лет учёбы окончил философский факультет Московского университета. Превосходно знал иностранные языки, в том числе греческий, древнегреческий и латынь; перевёл на русский язык с древнееврейского несколько книг Библии.
В 1789 году начал работать переводчиком в русской дипломатической миссии в Лондоне. В конце 1791 года Малиновский был направлен переводчиком на конгресс в Яссы, завершивший русско-турецкую войну. В 1801 году после длительного перерыва в службе, В. Ф. Малиновский был назначен генеральным консулом в Молдавию. В Яссах он пробыл около двух лет и в 1802 году возвратился в Россию.

### Публицист
По своём возвращении, Малиновский начал издавать журнал «Осенние вечера», в котором напечатал свои статьи «О войне», «Любовь России», «История России», «Своя сторона». Выпустил в свет под инициалами «В. М.» «Рассуждения о войне и мире». В том же году обратился к канцлеру графу Кочубею В. П. с проектом «Об освобождении рабов» — одним из первых проектов отмены крепостного права в России.
В Москве Малиновский участвовал в работе медико-филантропического комитета, бесплатно директорствовал в доме трудолюбия, дававшем приют 30 девицам бедного состояния.

### Директор Лицея

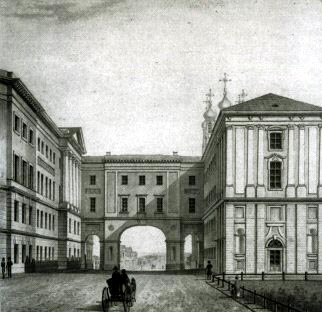
Царскосельский Лицей

В июне 1811 года Василий Фёдорович Малиновский получил назначение на должность директора Царскосельского лицея. Тяжело сложилась его директорская пора. Сначала грянула война 1812 года, затем в этом же году умерла жена Малиновского, оставив на его попечении малолетних детей. Человек добрый и скромный, он содействовал установлению в Лицее дружественных отношений между наставниками и воспитанниками, не случайно в его семье лицеисты любили проводить досуг — в беседах с ним и его близкими. В своей записной книжке он сформулировал важный этический принцип:

Войну объявить лицемерию. Ценить выше малое внутреннее добро против великого наружного — даже уничтожить сие как полушку против фальшивой серебряной гривны, и пятак медный выше фальшивого рубля и червонца.

### Мировоззрение
В. Ф. Малиновский уделял большое внимание политико-правовым проблемам войны и мира. По его мнению, в борьбе за вечный, всеобщий мир должно было участвовать всё человечество. Был сторонником теорий естественного права и общественного договора. Главными ценностями человека провозглашал свободу и равенство. Его концепция недействительности всяких отношений между людьми, не основанных на равенстве и свободе, объективно была направлена против крепостного права. В то же время он был убеждён в божественном происхождении государственной власти, вследствие чего предлагал меры, способные конституционно ограничить абсолютизм в России. Сторонник мирного, реформаторского пути преобразования действительности, он осуждал революционные методы и, в частности, Французскую революцию, но указывал на необходимость учёта её опыта. Критикуя тиранию и абсолютизм, он развивал мысль о необходимости подчинения власти законам, которые в свою очередь должны были быть выражением общей воли народа.

### Последние дни
Много сил он отдал подготовке и открытию Благородного лицейского пансиона, который был призван дать начальные знания для учёбы в Лицее. Накануне открытия пансиона, 26 января 1814 года, Малиновский записал в дневнике: «Ночь не спал от волнения с вечера до четырёх утра… Много забот по пансиону… слаб».
Вскоре, после непродолжительной болезни, 23 марта (4 апреля) 1814 года В. Ф. Малиновский скончался (в чине статского советника) и был похоронен на Охтинском кладбище. Александр Пушкин и некоторые другие лицеисты присутствовали на его похоронах. Заботу о его детях взяла на себя сестра Софьи Андреевны Малиновской — Анна Андреевна Самборская. Позже, Иван Малиновский часто приводил лицейских друзей домой, где они рисовали и дарили свои работы Анне Андреевне как благодарность за гостеприимство. Комплект сохранившихся рисунков, среди которых есть и рисунок Александра Пушкина, находится ныне в Москве в музее А. С. Пушкина.
В 1961 году, к 150-летию Лицея, по инициативе первой хранительницы музея-Лицея Марии Петровны Руденской (1906—1978) на могиле Малиновского на чёрной стеле надгробного памятника была установлена мемориальная доска.

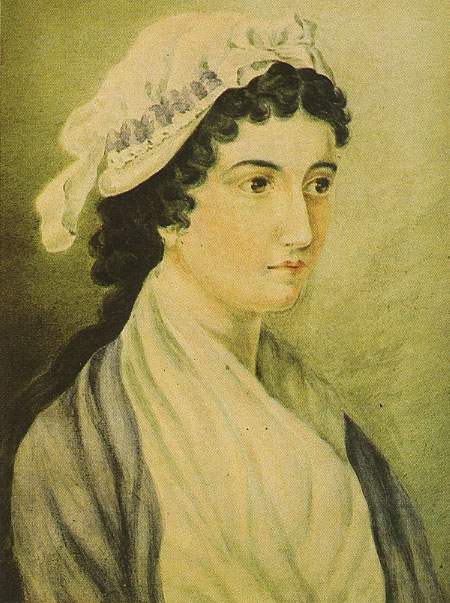
Софья Самборская, жена

## Семья
С 1791 года был женат на Софье Андреевне Самборской (1772—9.02.1812), дочери образованного и патриотически настроенного священника А. А. Самборского, от которой имел трёх сыновей и трёх дочерей. После смерти матери детей воспитывала их тетка, Анна Андреевна Самборская (1770—после 1843), жившая в доме Малиновского.
- Елизавета Васильевна (1793—1829).
- Иван Васильевич (1796—1873), лицейский товарищ А. С. Пушкина, полковник Финляндского лейб-гвардии полка[6].
- Анна Васильевна (1797—1883), в апреле 1825 года вышла замуж за декабриста А. Е. Розена и вскоре последовала за ним в Сибирь.
- Андрей Васильевич (17.03.1804—25.05.1851), лицеист 3-го курса (1817—1823), поручик Лейб-гвардии конной артиллерии[7].
- Иосиф Васильевич (24.03.1807—1832), воспитанник Благородного пансиона при Царскосельском лицее (выпуск 1828 года).
- Мария Васильевна (1809—1899), в 1834 году стала женой лучшего выпускника первого лицейского выпуска, В. Д. Вольховского.

## Память
В честь В. Ф. Малиновского названа Малиновская улица в Пушкине.

## Сочинения
- Малиновский В. Ф. Избранные общественно-политические сочинения. — М.: издательство АН СССР, 1958.